# Hayward (Minnesota)
Hayward is een plaats (city) in de Amerikaanse staat Minnesota, en valt bestuurlijk gezien onder Freeborn County.

## Demografie
Bij de volkstelling in 2000 werd het aantal inwoners vastgesteld op 249.

## Geografie
Volgens het United States Census Bureau beslaat de plaats een oppervlakte van
1,6 km², geheel bestaande uit land.

## Plaatsen in de nabije omgeving
De onderstaande figuur toont nabijgelegen plaatsen in een straal van 20 km rond Hayward.